# Premio Israele
Il premio Israele è un premio assegnato dallo Stato di Israele. Viene assegnato annualmente il Giorno dell'Indipendenza con una cerimonia che si svolge a Gerusalemme, alla presenza del Presidente, del Primo ministro, del presidente della Knesset e del presidente della Corte suprema di Israele. Il premio fu assegnato per la prima volta nel 1953 per iniziativa del Ministro dell'educazione dell'epoca, Ben-Zion Dinor.

## Consegna del premio
Il premio viene assegnato nelle seguenti quattro aree:
- letteratura, scienze sociali e studi giudaici
- scienze naturali ed esatte
- cultura, arte, comunicazione e sport
- carriera e contributo eccezionale alla nazione (dal 1972)

Ricevono il premio i cittadini israeliani o le organizzazioni che danno prova di eccellenza nella propria area o hanno contribuito molto alla cultura di Israele. I vincitori sono selezionati da apposite giurie nominate ogni anno e per ogni categoria dal ministro della Educazione. Le giurie trasmettono le loro raccomandazioni al ministro della Educazione.
Tra i premiati più famosi ci sono Shmuel Yosef Agnon e Robert Aumann (vincitori del premio Nobel rispettivamente per la letteratura e l'economia), e David Weiss Halivni, noto talmudista.

## Riferimenti nella cultura di massa
Nel film Hearat Shulayim il protagonista viene candidato al Premio Israele.

## Vincitori del premio

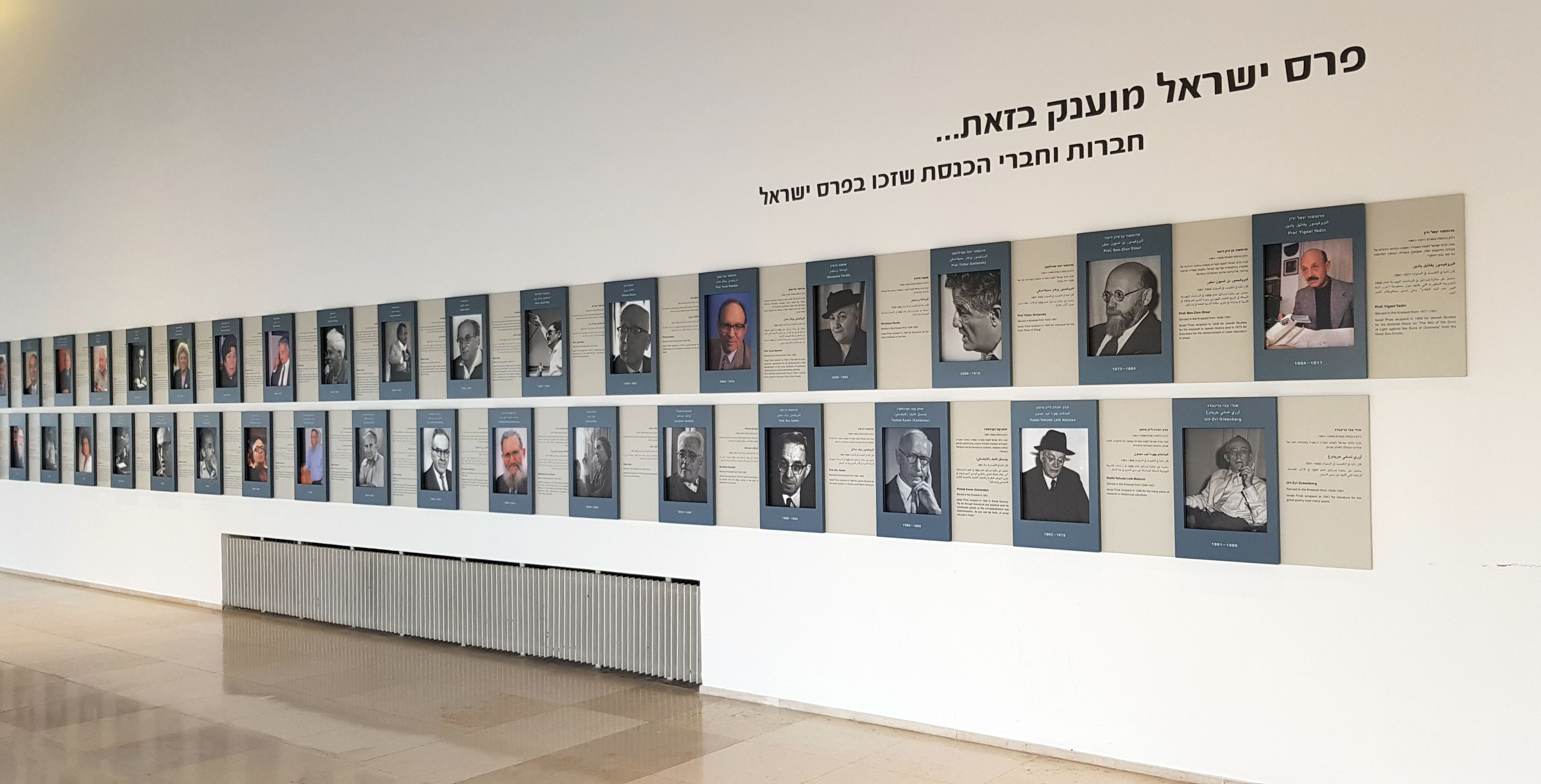
Membri del Knesset - Destinatari del premio Israele

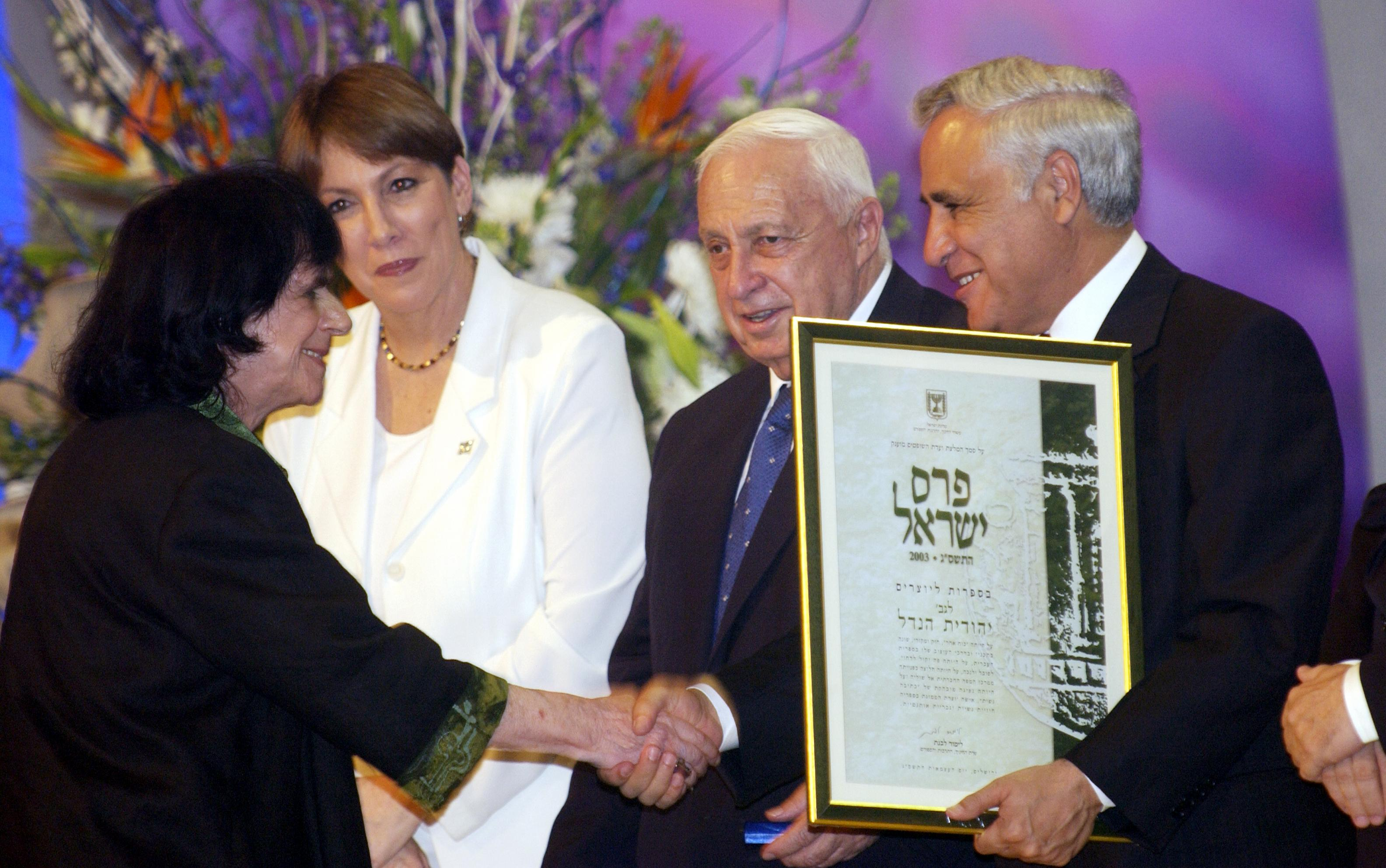
Cerimonia del Premio Israele, al teatro di Gerusalemme. Il presidente Moshe Katsav presenta all'autore Yehudith Hendel il premio per la Letteratura israeliana.

| Anno | Nome                                              | Campo per il premio                                                              |
| ---- | ------------------------------------------------- | -------------------------------------------------------------------------------- |
| 1953 | Gedaliah Alon                                     | Studi ebraici                                                                    |
| 1953 | Chajim Hasas                                      | Letteratura                                                                      |
| 1953 | Ya'akov Cohen                                     | Letteratura                                                                      |
| 1953 | Dina Feitelson-Schur                              | Formazione                                                                       |
| 1953 | Mark Dvorzhetski                                  | Scienze sociali                                                                  |
| 1953 | Lipman Heilprin                                   | Medicina                                                                         |
| 1953 | Zeev Ben-Zvi                                      | Scultura                                                                         |
| 1953 | Shimshon Amitsur                                  | Scienze esatte                                                                   |
| 1953 | Jacob Levitzki                                    | Scienze esatte                                                                   |
| 1954 | Moshe Zvi Segal                                   | Studi ebraici                                                                    |
| 1954 | Samuel Hugo Bergman                               | Discipline umanistiche                                                           |
| 1954 | David Shimoni                                     | Letteratura                                                                      |
| 1954 | Shmuel Yosef Agnon                                | Letteratura                                                                      |
| 1954 | Arthur Biram                                      | Formazione                                                                       |
| 1954 | Gad Tedeschi                                      | Diritto                                                                          |
| 1954 | Franz Heinrich Ollendorff                         | Scienze esatte                                                                   |
| 1954 | Michael Zohary                                    | Scienze biologiche                                                               |
| 1954 | Friedrich Simon Bodenheimer                       | Agricoltura                                                                      |
| 1954 | Ödön Pártos                                       | Musica                                                                           |
| 1955 | Ephraim Urbach                                    | Studi ebraici                                                                    |
| 1955 | Isaac Heinemann                                   | Studi ebraici                                                                    |
| 1955 | Zalman Shneur                                     | Letteratura                                                                      |
| 1955 | Yitzhak Lamdan                                    | Letteratura                                                                      |
| 1955 | Michael Fekete                                    | Scienze esatte                                                                   |
| 1955 | Israel Reichart                                   | Scienze biologiche                                                               |
| 1955 | Yaakov Ben-Tor                                    | Scienze biologiche                                                               |
| 1955 | Akiva Vroman                                      | Scienze biologiche                                                               |
| 1955 | Benjamin Shapira                                  | Medicina                                                                         |
| 1955 | Sara Hestrin-Lerner                               | Medicina                                                                         |
| 1955 | Netanel Hochberg                                  | Agricoltura                                                                      |
| 1955 | Zahara Schatz                                     | Pittura e scultura                                                               |
| 1956 | Naftali Herz Tur-Sinai                            | Studi ebraici                                                                    |
| 1956 | Yigael Yadin                                      | Studi ebraici                                                                    |
| 1956 | Yehezkel Abramsky                                 | Letteratura rabbinica                                                            |
| 1956 | Gerschon Schoffmann                               | Letteratura                                                                      |
| 1956 | Miriam Yalan-Shteklis                             | Letteratura per bambini                                                          |
| 1956 | Nechama Leibowitz                                 | Formazione                                                                       |
| 1956 | Jacob Talmon                                      | Scienze sociali                                                                  |
| 1956 | Adolf Abraham Halevi Fraenkel                     | Scienze esatte                                                                   |
| 1956 | Manfred Aschner                                   | Scienze biologiche                                                               |
| 1956 | Ernst Chaim Wertheimer                            | Medicina                                                                         |
| 1956 | Hanna Rovina                                      | Teatro                                                                           |
| 1957 | Chaim Schirmann                                   | Studi ebraici                                                                    |
| 1957 | Yohanan Levi                                      | Discipline umanistiche                                                           |
| 1957 | Yaakov Fichman                                    | Letteratura                                                                      |
| 1957 | Uri Zvi Greenberg                                 | Letteratura                                                                      |
| 1957 | Paltiel Daykan                                    | Diritto                                                                          |
| 1957 | Siegfried Lehmann (Pedagogo)                      | Formazione                                                                       |
| 1957 | Shlomo Hestrin                                    | Scienze esatte                                                                   |
| 1957 | David Feingold                                    | Scienze esatte                                                                   |
| 1957 | Gad Avigad                                        | Scienze esatte                                                                   |
| 1957 | Saul Adler                                        | Medicina                                                                         |
| 1957 | Shmuel Horowitz                                   | Agricoltura                                                                      |
| 1957 | Paul Ben-Haim                                     | Musica                                                                           |
| 1957 | Reuvein Margolies                                 | Letteratura rabbinica                                                            |
| 1957 | Eliezer Smoli                                     | Letteratura per bambini                                                          |
| 1957 | Dov Karmi                                         | Architettura                                                                     |
| 1958 | Joseph Gedalja Klausner                           | Studi ebraici                                                                    |
| 1958 | Ben-Zion Dinur                                    | Studi ebraici                                                                    |
| 1958 | Gershom Scholem                                   | Studi ebraici                                                                    |
| 1958 | Yehezkel Kaufmann                                 | Studi ebraici                                                                    |
| 1958 | Yitzhak Baer                                      | Studi ebraici                                                                    |
| 1958 | Isaak HaLevy Herzog                               | Letteratura rabbinica                                                            |
| 1958 | Jehuda Leib Maimon                                | Letteratura rabbinica                                                            |
| 1958 | Yosef Zvi HaLevy                                  | Letteratura rabbinica                                                            |
| 1958 | Martin Buber                                      | Discipline umanistiche                                                           |
| 1958 | Shmuel Yosef Agnon                                | Letteratura                                                                      |
| 1958 | Isaac Dov Berkowitz                               | Letteratura                                                                      |
| 1958 | Ya'akov Cohen                                     | Letteratura                                                                      |
| 1958 | Kinder- und Jugend-Alijah                         | Formazione                                                                       |
| 1958 | Rachel Katznelson-Shazar                          | Scienze sociali                                                                  |
| 1958 | Giulio Racah                                      | Scienze esatte                                                                   |
| 1958 | Marcus Reiner                                     | Scienze esatte                                                                   |
| 1958 | Leo Picard                                        | Scienze della terra                                                              |
| 1958 | Bernhard Zondek                                   | Medicina                                                                         |
| 1958 | Selig Eugen Soskin                                | Agricoltura                                                                      |
| 1958 | Bezalel Academy of Arts and Design                | Pittura e scultura                                                               |
| 1958 | Habimah                                           | Teatro                                                                           |
| 1958 | Israel Philharmonic Orchestra                     | Musica                                                                           |
| 1959 | Shlomo Yosef Zevin                                | Letteratura rabbinica                                                            |
| 1959 | Leo Aryeh Mayer                                   | Discipline umanistiche                                                           |
| 1959 | Smilansky Yizhar                                  | Letteratura                                                                      |
| 1959 | Ezra Fleischer                                    | Letteratura                                                                      |
| 1959 | Ephraim Katzir                                    | Scienze biologiche                                                               |
| 1959 | Michael Sela                                      | Scienze biologiche                                                               |
| 1959 | Oppenheimer Hillel Oppenheimer                    | Agricoltura                                                                      |
| 1959 | Joseph Zaritsky                                   | Pittura                                                                          |
| 1959 | Yehoshua Bertonov                                 | Teatro                                                                           |
| 1960 | Abraham Haim Shalit                               | Studi ebraici                                                                    |
| 1960 | Avraham Arnon                                     | Formazione                                                                       |
| 1960 | Shabtai Rosenne                                   | Diritto                                                                          |
| 1960 | Aharon Meskin                                     | Teatro                                                                           |
| 1960 | Isaac Michaelson                                  | Medicina                                                                         |
| 1960 | Franz Sondheimer                                  | Scienze esatte                                                                   |
| 1961 | Shlomo Goren                                      | Letteratura rabbinica                                                            |
| 1961 | Yechezkel Kutscher                                | Discipline umanistiche                                                           |
| 1961 | Yehuda Burla                                      | Letteratura                                                                      |
| 1961 | Aharon Katzir                                     | Scienze biologiche                                                               |
| 1961 | Ora Kedem                                         | Scienze biologiche                                                               |
| 1961 | Jacob van der Hoeden                              | Agricoltura                                                                      |
| 1961 | Menachem Avidom                                   | Musica                                                                           |
| 1962 | Hanoch Yelon                                      | Studi ebraici                                                                    |
| 1962 | Joseph Bentwich                                   | Formazione                                                                       |
| 1962 | Yitzhak Kanav                                     | Scienze sociali                                                                  |
| 1962 | Ze'ev Lev                                         | Scienze esatte                                                                   |
| 1962 | Zvi Sliternik                                     | Medicina                                                                         |
| 1962 | Arieh Sharon                                      | Architettura                                                                     |
| 1963 | Menachem Mendel Kasher                            | Letteratura rabbinica                                                            |
| 1963 | Nathan Rotenstreich                               | Discipline umanistiche                                                           |
| 1963 | Eliezer Steinman                                  | Letteratura                                                                      |
| 1963 | Avraham Fahn                                      | Scienze biologiche                                                               |
| 1963 | Mordechai Ardon                                   | Pittura                                                                          |
| 1964 | Ze'ev Ben-Haim                                    | Studi ebraici                                                                    |
| 1964 | Moshe Zilberg                                     | Diritto                                                                          |
| 1964 | Moshe Rachmilewitz                                | Medicina                                                                         |
| 1964 | Meir Margalit                                     | Teatro                                                                           |
| 1965 | Shlomo Zemach                                     | Letteratura                                                                      |
| 1965 | Shlomo Dykman                                     | Letteratura                                                                      |
| 1965 | Karl Frankenstein                                 | Formazione                                                                       |
| 1965 | Israelische Verteidigungsstreitkräfte             | Formazione                                                                       |
| 1965 | Judith Shuval                                     | Scienze sociali                                                                  |
| 1965 | Amos De Shalit                                    | Scienze esatte                                                                   |
| 1965 | Igal Talmi                                        | Scienze esatte                                                                   |
| 1965 | Shmuel Stoller                                    | Agricoltura                                                                      |
| 1965 | Mordecai Seter                                    | Musica                                                                           |
| 1966 | Shlomo Morag                                      | Studi ebraici                                                                    |
| 1966 | Yitzhak Arieli                                    | Letteratura rabbinica                                                            |
| 1966 | Hans Jakob Polotsky                               | Discipline umanistiche                                                           |
| 1966 | Moshe Rudolf Bloch                                | Scienze biologiche                                                               |
| 1966 | Alfred Mansfeld                                   | Architettura                                                                     |
| 1966 | Dora Gad                                          | Architettura                                                                     |
| 1967 | Avraham Shlonsky                                  | Letteratura                                                                      |
| 1967 | Ernst Simon (Filosofo)                            | Formazione                                                                       |
| 1967 | Benjamin Akzin                                    | Diritto                                                                          |
| 1967 | Aryeh Leo Olitzki                                 | Medicina                                                                         |
| 1967 | Marcel Janco                                      | Pittura                                                                          |
| 1968 | Ovadia Hedaya                                     | Letteratura rabbinica                                                            |
| 1968 | Moshe Yechiel Epstein                             | Letteratura rabbinica                                                            |
| 1968 | Shmuel Yeivin                                     | Studi ebraici                                                                    |
| 1968 | Benjamin Mazar                                    | Studi ebraici                                                                    |
| 1968 | Dov Sadan                                         | Studi ebraici                                                                    |
| 1968 | Shmuel Sambursky                                  | Discipline umanistiche                                                           |
| 1968 | Shlomo Pines                                      | Discipline umanistiche                                                           |
| 1968 | Avigdor Hameiri                                   | Letteratura                                                                      |
| 1968 | Natan Alterman                                    | Letteratura                                                                      |
| 1968 | Yaakov Berman                                     | Formazione                                                                       |
| 1968 | Alexander Dushkin                                 | Formazione                                                                       |
| 1968 | Shoshana Persitz                                  | Formazione                                                                       |
| 1968 | David Horowitz                                    | Scienze sociali                                                                  |
| 1968 | Shimon Agranat                                    | Diritto                                                                          |
| 1968 | Emanuel Goldberg                                  | Scienze esatte                                                                   |
| 1968 | Ernst David Bergmann                              | Scienze biologiche                                                               |
| 1968 | Chaim Sheba                                       | Medicina                                                                         |
| 1968 | Hanan Openheimer                                  | Agricoltura                                                                      |
| 1968 | Yitzhak Danziger                                  | Scultura                                                                         |
| 1968 | Yosef Milo                                        | Teatro                                                                           |
| 1968 | Gertrud Kraus                                     | Danza                                                                            |
| 1968 | Benjamin Idelson                                  | Architettura                                                                     |
| 1969 | Yosef Qafih                                       | Studi ebraici                                                                    |
| 1969 | Joshua Prawer                                     | Discipline umanistiche                                                           |
| 1969 | Shneior Lifson                                    | Scienze biologiche                                                               |
| 1969 | Shimon Finkel                                     | Teatro                                                                           |
| 1969 | Yuval Ne'eman                                     | Scienze esatte                                                                   |
| 1970 | Ovadia Yosef                                      | Letteratura rabbinica                                                            |
| 1970 | Abba Kovner                                       | Letteratura                                                                      |
| 1970 | Leah Goldberg                                     | Letteratura                                                                      |
| 1970 | Don Patinkin                                      | Scienze sociali                                                                  |
| 1970 | Josef Tal                                         | Musica                                                                           |
| 1970 | Andre De Vries                                    | Medicina                                                                         |
| 1971 | Saul Lieberman                                    | Studi ebraici                                                                    |
| 1971 | Haim Ormian                                       | Formazione                                                                       |
| 1971 | Zeev Tseltner                                     | Diritto                                                                          |
| 1971 | Itzhak Arnon                                      | Agricoltura                                                                      |
| 1971 | Arie Aroch                                        | Pittura                                                                          |
| 1972 | David Ayalon                                      | Discipline umanistiche                                                           |
| 1972 | Yocheved Bat-Miriam                               | Letteratura                                                                      |
| 1972 | David Ginsburg                                    | Scienze esatte                                                                   |
| 1972 | Leo Sachs                                         | Scienze biologiche                                                               |
| 1972 | Ya'acov Rechter                                   | Architettura                                                                     |
| 1972 | Avraham Harzfeld                                  | Risultati speciali per lo stato e la società                                     |
| 1973 | Yehuda Even-Shmuel                                | Studi ebraici                                                                    |
| 1973 | Yad Harav Herzog                                  | Letteratura rabbinica                                                            |
| 1973 | Dorothea Krook-Gilead                             | Discipline umanistiche                                                           |
| 1973 | Shalom Yosef Shapira („Shin Shalom“)              | Letteratura                                                                      |
| 1973 | Ben-Zion Dinur                                    | Formazione                                                                       |
| 1973 | Shmuel Noah Eisenstadt                            | Scienze sociali                                                                  |
| 1973 | Aryeh Dvoretzky                                   | Scienze esatte                                                                   |
| 1973 | Heinrich Mendelssohn (Biologo)                    | Scienze biologiche                                                               |
| 1973 | Richard Stein Mediziner                           | Medicina                                                                         |
| 1973 | Haim Halperin                                     | Agricoltura                                                                      |
| 1973 | Reuven Rubin                                      | Pittura                                                                          |
| 1973 | Hanna Maron                                       | Teatro                                                                           |
| 1973 | Sarah Levy-Tanai                                  | Danza                                                                            |
| 1973 | Arieh Elhanani                                    | Architettura                                                                     |
| 1973 | Pinchas Rosen                                     | Diritto                                                                          |
| 1973 | Schaul Avigur                                     | Risultati speciali per lo stato e la società                                     |
| 1973 | Yad Vashem                                        | Risultati speciali per lo stato e la società                                     |
| 1974 | Shraga Abramson                                   | Studi ebraici                                                                    |
| 1974 | Raphael David Levine                              | Scienze esatte                                                                   |
| 1974 | Isaac Berenblum                                   | Scienze biologiche                                                               |
| 1974 | Yedidia Admon                                     | Musica                                                                           |
| 1974 | Samuel Hugo Bergmann                              | Risultati speciali per lo stato e la società                                     |
| 1974 | Yehoshua Aluf                                     | Risultati speciali per lo stato e la società nello sport                         |
| 1975 | Shimon Halkin                                     | Letteratura                                                                      |
| 1975 | Arieh Simon                                       | Formazione                                                                       |
| 1975 | Joel Zussman                                      | Diritto                                                                          |
| 1975 | Aharon Barak                                      | Diritto                                                                          |
| 1975 | Miriam Bernstein-Cohen                            | Teatro                                                                           |
| 1975 | Golda Meir                                        | Risultati speciali per lo stato e la società                                     |
| 1975 | Helena Kagan                                      | Risultati speciali per lo stato e la società nel servizio alla comunità          |
| 1976 | Eliezer Waldenberg                                | Letteratura rabbinica                                                            |
| 1976 | Josef Rom                                         | Ingegneria e tecnologia                                                          |
| 1976 | Gabriel Baer                                      | Linguistica araba                                                                |
| 1976 | Ezra Mani                                         | Linguistica araba                                                                |
| 1976 | Moti Kirschenbaum                                 | Radio, televisione e cinema                                                      |
| 1976 | Simcha Holzberg                                   | Risultati speciali per lo stato e la società                                     |
| 1976 | Ezra Korine                                       | Risultati speciali per lo stato e la società                                     |
| 1976 | Rivka Guber                                       | Risultati speciali per lo stato e la società                                     |
| 1976 | Yakov Maimon                                      | Risultati speciali per lo stato e la società                                     |
| 1977 | Raphael Mahler                                    | Storia degli ebrei                                                               |
| 1977 | Menahem Stern                                     | Storia degli ebrei                                                               |
| 1977 | Nahman Avigad                                     | Esplorazione della Terra di Israele                                              |
| 1977 | David Amiran                                      | Geografia                                                                        |
| 1977 | Shmuel Avitzur                                    | Cultura                                                                          |
| 1977 | Zvi Avidov                                        | Agricoltura                                                                      |
| 1977 | Jacob Ephrat                                      | Agricoltura                                                                      |
| 1977 | Elisheva Cohen                                    | Design                                                                           |
| 1977 | Yona Fischer                                      | Design                                                                           |
| 1977 | Dani Karavan                                      | Scultura                                                                         |
| 1977 | Esther Levit                                      | Risultati speciali nel lavoro                                                    |
| 1977 | Avraham Yaakov                                    | Risultati speciali nel lavoro                                                    |
| 1977 | Avraham Klier                                     | Risultati speciali nell'industria                                                |
| 1978 | Nachum Guttman                                    | Letteratura per bambini                                                          |
| 1978 | Anda Pinkerfeld Amir                              | Letteratura per bambini                                                          |
| 1978 | Levin Kipnis                                      | Letteratura per bambini                                                          |
| 1978 | Avraham Even-Shoshan                              | Lingua ebraica                                                                   |
| 1978 | Haim Baruch Rosen                                 | Linguistica                                                                      |
| 1978 | Louis (Eliyahu) Guttman                           | Scienze sociali                                                                  |
| 1978 | Saltz                                             | Medicina                                                                         |
| 1978 | Gary Bertini                                      | Musica                                                                           |
| 1978 | Rachel Janait Ben-Zvi                             | Risultati speciali per lo stato e la società                                     |
| 1978 | Moshe Zvi Neria                                   | Risultati speciali per lo stato e la società                                     |
| 1979 | Isaiah Tishbi                                     | Studi ebraici                                                                    |
| 1979 | Menachem Elon                                     | Mishpat Ivri (Jüdisches Recht)                                                   |
| 1979 | Baruch Ben-Yehuda                                 | Formazione                                                                       |
| 1979 | Yitzchak Raphael Halevi Etzion                    | Formazione                                                                       |
| 1979 | Hans Lindner Wissenschaftler                      | Scienze esatte                                                                   |
| 1979 | Orna Porat                                        | Teatro                                                                           |
| 1979 | Raphael Klatchkin                                 | Teatro                                                                           |
| 1979 | Tal Brody                                         | Risultati speciali per lo stato e la società nello sport                         |
| 1979 | Yosef Yekutieli                                   | Risultati speciali per lo stato e la società nello sport                         |
| 1980 | David Flusser                                     | Storia degli ebrei                                                               |
| 1980 | Jacob Katz                                        | Storia degli ebrei                                                               |
| 1980 | Chaim Cohn                                        | Diritto                                                                          |
| 1980 | Chaim L. Pekeris                                  | Fisica                                                                           |
| 1980 | Pinchas Litbinovsky                               | Pittura                                                                          |
| 1980 | Anna Ticho                                        | Pittura                                                                          |
| 1980 | Yosl Bergner                                      | Pittura                                                                          |
| 1980 | Yad LaBanim (in Petach Tikwa)                     | Risultati speciali per lo stato e la società                                     |
| 1980 | Baruch Oren                                       | Risultati speciali per lo stato e la società                                     |
| 1980 | Society for the Protection of Nature in Israel    | Risultati speciali per lo stato e la società per l'ambiente                      |
| 1980 | Amotz Zahavi                                      | Risultati speciali per lo stato e la società per l'ambiente                      |
| 1980 | Azaria Alon                                       | Risultati speciali per lo stato e la società per l'ambiente                      |
| 1980 | Yoav Sagi                                         | Risultati speciali per lo stato e la società per l'ambiente                      |
| 1981 | Abraham Sofer Shrieber                            | Letteratura rabbinica                                                            |
| 1981 | Joram Lindenstrauss                               | Matematica                                                                       |
| 1981 | Ilya Piatetski-Shapiro                            | Matematica                                                                       |
| 1981 | Meir Jacob Kister                                 | Linguistica araba                                                                |
| 1981 | Gurit Kadman                                      | Danza                                                                            |
| 1981 | Degania Alef                                      | Risultati speciali per lo stato e la società nel sociale                         |
| 1981 | Recha Freier                                      | Risultati speciali per lo stato e la società (Kinder- und Jugend-Alijah)         |
| 1982 | Joshua Jortner                                    | Chimica                                                                          |
| 1982 | David Benvenisti                                  | Esplorazione della Terra di Israele                                              |
| 1982 | Zev Vilnay                                        | Esplorazione della Terra di Israele                                              |
| 1982 | Amir Gilboa                                       | Simbolismo ebraico                                                               |
| 1982 | Yehuda Amichai                                    | Simbolismo ebraico                                                               |
| 1982 | Roberto Bachi                                     | Demografia                                                                       |
| 1982 | Avraham Yaski                                     | Architettura                                                                     |
| 1982 | Ruth Amiran                                       | Esplorazione della Terra di Israele                                              |
| 1982 | Chaim Gwati                                       | Risultati speciali per lo stato e la società nel lavoro e nell'industria         |
| 1983 | Saul Friedländer                                  | Storia                                                                           |
| 1983 | Aron Saltman                                      | Storia                                                                           |
| 1983 | Aharon Appelfeld                                  | Letteratura                                                                      |
| 1983 | Naomi Shemer                                      | Musica ebraica (lirica e melodia)                                                |
| 1983 | Moshe Wilensky                                    | Musica ebraica (Melodia)                                                         |
| 1983 | Haim Hefer                                        | Musica ebraica (Lirica)                                                          |
| 1983 | Serach Wahrhaftig                                 | Risultati speciali per lo stato e la società per lo sviluppo della legge ebraica |
| 1984 | Yemima Avidar-Tchernovitz                         | Letteratura per bambini                                                          |
| 1984 | Jammer                                            | Storia della scienza                                                             |
| 1984 | Aron Bondi                                        | Agricoltura                                                                      |
| 1984 | Shlomo Ravikovitch                                | Agricoltura                                                                      |
| 1984 | Shmuel Rodansky                                   | Teatro                                                                           |
| 1984 | Nachal                                            | Risultati speciali per lo stato e la società                                     |
| 1984 | Projekt „Israelische Entwicklungsstadt“           | Risultati speciali per lo stato e la società                                     |
| 1985 | Abraham Sutzkever                                 | Letteratura yiddish                                                              |
| 1985 | Joshua Blau                                       | Linguistica e lingua ebraica                                                     |
| 1985 | Henry E. Neufeld                                  | Medicina                                                                         |
| 1985 | Baruch Padeh                                      | Medicina                                                                         |
| 1985 | Yad Ben Zvi                                       | Letteratura ebraica                                                              |
| 1985 | Israelisches Fernsehen auf Arabisch               | Risultati speciali per lo stato e la società                                     |
| 1986 | Yeshayahu Avrech                                  | Giornalismo                                                                      |
| 1986 | Shalom Rosenfeld                                  | Giornalismo                                                                      |
| 1986 | Michael Evenari                                   | Lavoro di una vita per la ricerca sul deserto                                    |
| 1986 | Yoel De Malach                                    | Lavoro di una vita per la ricerca sul deserto                                    |
| 1986 | Ulpan Akiva                                       | Lavoro di una vita per la formazione                                             |
| 1986 | Shulamith Katznelson                              | Lavoro di una vita per la formazione                                             |
| 1986 | HaKfar HaYarok                                    | Lavoro di una vita per la formazione                                             |
| 1986 | Gershon Zak                                       | Lavoro di una vita per la formazione                                             |
| 1986 | Batya Lichansky                                   | Lavoro di una vita per la scultura                                               |
| 1986 | Yechiel Shemi                                     | Lavoro di una vita per la scultura                                               |
| 1986 | Yona Sayid                                        | Lavoro di una vita per il lavoro duro                                            |
| 1986 | Eldin Khatukai                                    | Lavoro di una vita per il lavoro duro                                            |
| 1987 | Alex Bein                                         | Sionismo                                                                         |
| 1987 | Ezra Zion Melamed                                 | Letteratura rabbinica                                                            |
| 1987 | Menahem Yaari                                     | Economia                                                                         |
| 1987 | Ovadia Harari                                     | Ingegneria                                                                       |
| 1987 | Miriam Zohar                                      | Recitazione                                                                      |
| 1987 | Lia Koenig                                        | Recitazione                                                                      |
| 1987 | Makram Khoury                                     | Recitazione                                                                      |
| 1988 | Moshe Goshen-Gottstein                            | Studi ebraici                                                                    |
| 1988 | Adin Steinsaltz                                   | Studi ebraici                                                                    |
| 1988 | Natan Goldblum                                    | Scienze biologiche                                                               |
| 1988 | Haim Gouri                                        | Simbolismo ebraico                                                               |
| 1988 | Mosche Schamir                                    | Letteratura ebraica                                                              |
| 1988 | Alexander „Sascha“ Argow Alexander Argow          | Musica ebraica                                                                   |
| 1988 | Shoshana Damari                                   | Musica ebraica                                                                   |
| 1988 | Eliav Arie Eliav                                  | Risultati speciali per lo stato e la società                                     |
| 1988 | Reuben Hecht                                      | Risultati speciali per lo stato e la società                                     |
| 1988 | Teddy Kollek                                      | Risultati speciali per lo stato e la società                                     |
| 1989 | Shmuel Werses                                     | Letteratura ebraica                                                              |
| 1989 | Israel Yeivin                                     | Lingua ebraica                                                                   |
| 1989 | Haim Harari                                       | Scienze esatte                                                                   |
| 1989 | Yakir Aharonov                                    | Scienze esatte                                                                   |
| 1989 | Elihu Katz                                        | Scienze sociali                                                                  |
| 1989 | Wingate Institut                                  | Sport                                                                            |
| 1989 | Ian Froman                                        | Sport                                                                            |
| 1989 | Ya'akov Hazan                                     | Risultati speciali per lo stato e la società                                     |
| 1989 | Bethsabée de Rothschild                           | Risultati speciali per lo stato e la società                                     |
| 1989 | Israel Exploration Society                        | Risultati speciali per lo stato e la società                                     |
| 1990 | Meir Weiss                                        | Studi ebraici                                                                    |
| 1990 | Nathan Spiegel                                    | Discipline umanistiche                                                           |
| 1990 | Zvi Yavetz                                        | Discipline umanistiche                                                           |
| 1990 | Moshe Altbauer                                    | Discipline umanistiche                                                           |
| 1990 | Moshe Prywes                                      | Scienze biologiche                                                               |
| 1990 | Meir Wilchek                                      | Scienze biologiche                                                               |
| 1990 | Alexander Levitzki                                | Scienze biologiche                                                               |
| 1990 | Yehezkel Streichman                               | Pittura                                                                          |
| 1990 | Amin Tarif                                        | Risultati speciali per lo stato e la società                                     |
| 1990 | Raanan Weitz                                      | Risultati speciali per lo stato e la società                                     |
| 1990 | Israel Polack                                     | Risultati speciali per lo stato e la società                                     |
| 1991 | Haim Beinart                                      | Studi ebraici                                                                    |
| 1991 | Naomi Feinbrun-Dothan                             | Esplorazione della Terra di Israele                                              |
| 1991 | Moshe Landau                                      | Diritto                                                                          |
| 1991 | Daniel Friedmann                                  | Diritto                                                                          |
| 1991 | Elhanan Helpman                                   | Economia                                                                         |
| 1991 | Shmuel Agmon                                      | Scienze esatte                                                                   |
| 1991 | Dov Frohman                                       | Scienze esatte                                                                   |
| 1991 | Devorah Bertonov                                  | Teatro                                                                           |
| 1991 | Yossi Yadin                                       | Teatro                                                                           |
| 1991 | Miriam Ben-Porat                                  | Risultati speciali per lo stato e la società                                     |
| 1991 | Stef Wertheimer                                   | Risultati speciali per lo stato e la società                                     |
| 1991 | Hesder Yeshivat Hesder                            | Risultati speciali per lo stato e la società                                     |
| 1991 | Zubin Mehta                                       | Premio speciale per uno straniero                                                |
| 1992 | Shaul Yisraeli                                    | Studi ebraici                                                                    |
| 1992 | Yehuda Kiel                                       | Studi ebraici                                                                    |
| 1992 | Daniel Sperber                                    | Studi ebraici                                                                    |
| 1992 | Moshe Lissak                                      | Scienze sociali                                                                  |
| 1992 | David Navon                                       | Scienze sociali                                                                  |
| 1992 | Reuven Feuerstein                                 | Scienze sociali                                                                  |
| 1992 | David Erlich                                      | Scienze sociali                                                                  |
| 1992 | Yitzhak Wahl                                      | Scienze biologiche                                                               |
| 1992 | Emile Habibi                                      | Letteratura araba                                                                |
| 1992 | Avoth Yeshurun                                    | Simbolismo ebraico                                                               |
| 1993 | Dan Miron                                         | Letteratura ebraica                                                              |
| 1993 | Gershon Shaked                                    | Letteratura ebraica                                                              |
| 1993 | Moshe Bar-Asher                                   | Lingua ebraica                                                                   |
| 1993 | Gideon Goldenberg                                 | Lingua e linguistica ebraica                                                     |
| 1993 | Yehoshua Arieli                                   | Storia                                                                           |
| 1993 | Hava Lazarus-Yafeh                                | Storia                                                                           |
| 1993 | Michael Confino                                   | Storia                                                                           |
| 1993 | Yehoshafat Harkabi                                | Scienze politiche                                                                |
| 1993 | Hillel Furstenberg                                | Scienze esatte                                                                   |
| 1993 | Shlomo Alexander                                  | Scienze esatte                                                                   |
| 1993 | Jacob Ziv                                         | Scienze esatte                                                                   |
| 1993 | Ram Loevy                                         | Radio e televisione                                                              |
| 1993 | Yaacov Farkas (“Ze’ev”)                           | Giornalismo                                                                      |
| 1994 | Moshe Greenberg                                   | Studio della Bibbia                                                              |
| 1994 | Moshe Weinfeld                                    | Studio della Bibbia                                                              |
| 1994 | Haim Zalman Dimitrovsky                           | Studi del Talmud                                                                 |
| 1994 | Eliezer Schweid                                   | Pensiero ebraico                                                                 |
| 1994 | Shneur Zalman Feller                              | Diritto                                                                          |
| 1994 | Robert Aumann                                     | Economia                                                                         |
| 1994 | Michael Bruno                                     | Economia                                                                         |
| 1994 | Avram Hershko                                     | Biochimica                                                                       |
| 1994 | Nathan Sharon                                     | Biochimica                                                                       |
| 1994 | Eliahu Swirski                                    | Agricoltura                                                                      |
| 1994 | Hanoch Avenary                                    | Musica                                                                           |
| 1994 | Yaakov Orland                                     | Musica ebraica                                                                   |
| 1994 | Arie Shapira                                      | Composizione                                                                     |
| 1994 | Yad Sarah                                         | Risultati speciali per lo stato e la società                                     |
| 1994 | Neot Kedumim                                      | Risultati speciali per lo stato e la società                                     |
| 1994 | Noga HaReuveni                                    | Risultati speciali per lo stato e la società                                     |
| 1995 | Claire Epstein                                    | Archeologia                                                                      |
| 1995 | Dov Nir                                           | Geografia                                                                        |
| 1995 | Amos Funkenstein                                  | Storia ebraica                                                                   |
| 1995 | Yehuda Amir                                       | Psicologia                                                                       |
| 1995 | Rina Shapira                                      | Formazione                                                                       |
| 1995 | Israel Dostrovsky                                 | Scienze esatte                                                                   |
| 1995 | Rabin                                             | Informatica                                                                      |
| 1995 | Natan Zach                                        | Simbologia ebraica                                                               |
| 1995 | Jehoshua                                          | Hebräische Letteratura                                                           |
| 1995 | Lea Nikel                                         | Pittura                                                                          |
| 1995 | Menashe Kadishman                                 | Scultura                                                                         |
| 1995 | David Resnick (Architetto)                        | Architettura                                                                     |
| 1995 | Jitzchak Ben Aharon                               | Risultati speciali per lo stato e la società                                     |
| 1995 | Ada Sereni                                        | Risultati speciali per lo stato e la società                                     |
| 1996 | Yehuda Ratzaby                                    | Lingua ebraica                                                                   |
| 1996 | Chone Shmeruk                                     | Lingua ebraica                                                                   |
| 1996 | Shimon Sandbank                                   | Traduzione                                                                       |
| 1996 | Shlomo Avineri                                    | Scienze politiche                                                                |
| 1996 | Moshe Barash                                      | Storia dell'arte                                                                 |
| 1996 | Moshe Piamenta                                    | Studi sul Medio Oriente                                                          |
| 1996 | Meir Sternberg                                    | Letteratura                                                                      |
| 1996 | Ilan Chet                                         | Agricoltura                                                                      |
| 1996 | Yehezkel Stein                                    | Medicina                                                                         |
| 1996 | Nissim Aloni                                      | Drammaturgia                                                                     |
| 1996 | Moshe Efrati                                      | Danza                                                                            |
| 1996 | Arie Navon                                        | Disegno                                                                          |
| 1996 | Marcel-Jacques Dubois                             | Risultati speciali per lo stato e la società                                     |
| 1996 | Meir Shamgar                                      | Risultati speciali per lo stato e la società                                     |
| 1997 | Yaakov Sussmann                                   | Studi del Talmud                                                                 |
| 1997 | Joseph Dan                                        | Pensiero ebraico                                                                 |
| 1997 | Shemaryahu Talmon                                 | Studio della Bibbia                                                              |
| 1997 | Yehoshua Bacharach                                | Letteratura rabbinica                                                            |
| 1997 | Hayim David HaLevi                                | Letteratura rabbinica                                                            |
| 1997 | Izhak Englard                                     | Diritto                                                                          |
| 1997 | Yitzhak Zamir                                     | Diritto                                                                          |
| 1997 | Ben-Zion Orgad                                    | Musica                                                                           |
| 1997 | Abel Ehrlich                                      | Musica                                                                           |
| 1997 | Hajdu Andre Hajdu                                 | Musica                                                                           |
| 1997 | Haim Yavin                                        | Pensiero ebraico                                                                 |
| 1997 | David Rubinger                                    | Comunicazione                                                                    |
| 1997 | Uzia Galil                                        | Risultati speciali per lo stato e la società                                     |
| 1997 | Israel Tal                                        | Risultati speciali per lo stato e la società                                     |
| 1997 | Avraham Elimelech Firer                           | Risultati speciali per lo stato e la società                                     |
| 1998 | Yehuda Bauer                                      | Storia degli ebrei                                                               |
| 1998 | Moshe Gil                                         | Esplorazione della Terra di Israele                                              |
| 1998 | Trude Dothan                                      | Archeologia                                                                      |
| 1998 | Jona Rosenfeld                                    | Lavoro nel sociale                                                               |
| 1998 | Arye Levy                                         | Formazione                                                                       |
| 1998 | Emanuel Marx                                      | Sociologia                                                                       |
| 1998 | Yehudith Birk                                     | Agricoltura                                                                      |
| 1998 | Rami Rahamimoff                                   | Medicina                                                                         |
| 1998 | Saharon Shelah                                    | Matematica                                                                       |
| 1998 | Dan Shechtman                                     | Fisica                                                                           |
| 1998 | Dahlia Ravikovitch                                | Simbolismo                                                                       |
| 1998 | Amos Oz                                           | Letteratura                                                                      |
| 1998 | Dan Tsur                                          | Architettura                                                                     |
| 1998 | Lippa Yahalon                                     | Architettura                                                                     |
| 1998 | Dan Reisinger                                     | Design                                                                           |
| 1998 | Hassia Levy-Agron                                 | Teatro drammatico                                                                |
| 1998 | Yehudit Arnon                                     | Teatro drammatico                                                                |
| 1998 | Yossi Banai                                       | Teatro drammatico                                                                |
| 1998 | Yafa Yarkoni                                      | Musica ebrea                                                                     |
| 1998 | Ehud Manor                                        | Musica ebrea                                                                     |
| 1998 | Sara Stern-Katan                                  | Risultati speciali per lo stato e la società                                     |
| 1998 | Shlomo Hillel                                     | Risultati speciali per lo stato e la società                                     |
| 1998 | Haim Yisraeli                                     | Risultati speciali per lo stato e la società                                     |
| 1999 | Moshe Idel                                        | Pensiero ebraico                                                                 |
| 1999 | Aaron Mirski                                      | Letteratura ebraica                                                              |
| 1999 | Menahem Zevi Kaddari                              | Lingua ebraica                                                                   |
| 1999 | Menachem Banitt                                   | Lingua ebraica                                                                   |
| 1999 | Mordechai Breuer (Rabbino)                        | Letteratura rabbinica                                                            |
| 1999 | Avraham Steinberg                                 | Letteratura rabbinica                                                            |
| 1999 | Myriam Yardeni                                    | Storia                                                                           |
| 1999 | Shmuel Moreh                                      | Studi sul Medio Oriente                                                          |
| 1999 | Bezalel Narkiss                                   | Storia dell'arte                                                                 |
| 1999 | Yehoshua Ben-Arieh                                | Geografia                                                                        |
| 1999 | Arie Shachar                                      | Geografia                                                                        |
| 1999 | Michel Revel                                      | Medicina                                                                         |
| 1999 | Yigal Cohen (Researcher)                          | Agricoltura                                                                      |
| 1999 | Howard Cedar                                      | Biologia                                                                         |
| 1999 | Menahem Golan                                     | Cinema                                                                           |
| 1999 | David Perlov                                      | Cinema                                                                           |
| 1999 | Yehoshua Rozin                                    | Sport                                                                            |
| 1999 | Esther Roth-Shachamorov                           | Sport                                                                            |
| 1999 | Rebecca Bergman                                   | Risultati speciali per lo stato e la società                                     |
| 1999 | Jeshajahu Weinberg                                | Risultati speciali per lo stato e la società                                     |
| 1999 | Bracha Qafih                                      | Risultati speciali per lo stato e la società                                     |
| 2000 | Menahem Haran                                     | Studio della Bibbia                                                              |
| 2000 | Avraham Goldberg                                  | Studio del Talmud                                                                |
| 2000 | Jonah Frankel                                     | Studio del Talmud                                                                |
| 2000 | Hillel M. Daleski                                 | Letteratura                                                                      |
| 2000 | Harel Fisch                                       | Letteratura                                                                      |
| 2000 | Gad Ben Ami Tsarfati                              | Linguistica                                                                      |
| 2000 | Shaul Shaked                                      | Linguistica                                                                      |
| 2000 | Yirmiyahu Yovel                                   | Filosofia                                                                        |
| 2000 | Asa Kascher                                       | Filosofia                                                                        |
| 2000 | Raphael Mechoulam                                 | Chimica                                                                          |
| 2000 | Yosef Zinger                                      | Ingegneria                                                                       |
| 2000 | Amir Pnueli                                       | Informatica                                                                      |
| 2000 | Amalia Kahana-Carmon                              | Letteratura ebraica                                                              |
| 2000 | Meir Wieseltier                                   | Letteratura e poesia                                                             |
| 2000 | Moshe Kupferman                                   | Pittura                                                                          |
| 2000 | Michael Gross Künstler                            | Pittura e scultura                                                               |
| 2000 | Micha Bar-Am                                      | Fotografia                                                                       |
| 2000 | Shulamit Aloni                                    | Lavoro di una vita e risultati eccezionali per lo stato e la società             |
| 2000 | Aryeh Karol                                       | Lavoro di una vita e risultati eccezionali per lo stato e la società             |
| 2000 | Hagashash Hachiver                                | Lavoro di una vita e risultati eccezionali per lo stato e la società             |
| 2000 | Gavriel Banai                                     | Lavoro di una vita e risultati eccezionali per lo stato e la società             |
| 2000 | Levi Yeshayahu Levi                               | Lavoro di una vita e risultati eccezionali per lo stato e la società             |
| 2000 | Poliakov Yisrael Poliakov                         | Lavoro di una vita e risultati eccezionali per lo stato e la società             |
| 2001 | Aviezer Ravitzky                                  | Pensiero ebraico                                                                 |
| 2001 | Gavriel Salomon                                   | Formazione                                                                       |
| 2001 | Ya'akov Rand                                      | Formazione                                                                       |
| 2001 | Ruth Ben Yisrael                                  | Diritto                                                                          |
| 2001 | Yehoshua Weissman                                 | Diritto                                                                          |
| 2001 | Marcel Elyakim                                    | Medicina                                                                         |
| 2001 | Ruth Arnon                                        | Medicina                                                                         |
| 2001 | Beracha Ramon                                     | Medicina                                                                         |
| 2001 | Yoseph Imry                                       | Fisica                                                                           |
| 2001 | Shmuel Shtrikman                                  | Fisica                                                                           |
| 2001 | Tzvi Avni                                         | Musica                                                                           |
| 2001 | Yehezkel Braun                                    | Musica                                                                           |
| 2001 | Herzl Shmueli                                     | Musica                                                                           |
| 2001 | Baruch Hagai                                      | Sport                                                                            |
| 2001 | Abba Eban                                         | Lavoro di una vita e risultati eccezionali per lo stato e la società             |
| 2001 | Mordechai Ben Porat                               | Lavoro di una vita e risultati eccezionali per lo stato e la società             |
| 2001 | Yitzhak Shamir                                    | Lavoro di una vita e risultati eccezionali per lo stato e la società             |
| 2002 | Asher Koriat                                      | Psicologia                                                                       |
| 2002 | Moshe Brawer                                      | Geografia                                                                        |
| 2002 | Menashe Harel                                     | Esplorazione della Terra di Israele                                              |
| 2002 | Shmuel Safrai                                     | Esplorazione della Terra di Israele                                              |
| 2002 | Avraham Biran                                     | Archeologia                                                                      |
| 2002 | Frenkel                                           | Economia                                                                         |
| 2002 | Ariel Rubinstein                                  | Economia                                                                         |
| 2002 | Abraham Haim Halevy                               | Agricoltura                                                                      |
| 2002 | Itamar Willner                                    | Chimica                                                                          |
| 2002 | Ada Yonath                                        | Chimica                                                                          |
| 2002 | Ram Karmi                                         | Architettura                                                                     |
| 2002 | David Tartakover                                  | Design                                                                           |
| 2002 | Dov Yudovsky                                      | Media                                                                            |
| 2002 | Nahum Rakover                                     | Pensiero ebraico                                                                 |
| 2002 | Eli Hurvitz                                       | Lavoro di una vita e risultati eccezionali per lo stato e la società             |
| 2002 | Ephraim Kishon                                    | Lavoro di una vita e risultati eccezionali per lo stato e la società             |
| 2002 | Jüdischer Nationalfonds                           | Lavoro di una vita e risultati eccezionali per lo stato e la società             |
| 2003 | Israel Ta-Shma                                    | Studi del Talmud                                                                 |
| 2003 | Avraham Grossman                                  | Storia ebraica                                                                   |
| 2003 | Shulamith Shahar                                  | Storia                                                                           |
| 2003 | Bilha Manheim                                     | Sociologia                                                                       |
| 2003 | Charles Liebman                                   | Gestione scientifica                                                             |
| 2003 | Menahem Amir                                      | Criminologia                                                                     |
| 2003 | Shlomo Giora Shoham                               | Criminologia                                                                     |
| 2003 | Aaron Ciechanover                                 | Biologia                                                                         |
| 2003 | Avinoam Libai                                     | Ingegneria                                                                       |
| 2003 | Zvi Ben Avraham                                   | Scienze della terra                                                              |
| 2003 | Yosef Bar Yosef                                   | Teatro                                                                           |
| 2003 | Zaharira Harifai                                  | Teatro                                                                           |
| 2003 | Yehudit Hendel                                    | Letteratura                                                                      |
| 2003 | Aharon Megged                                     | Letteratura                                                                      |
| 2003 | Aharon Amir                                       | Traduzione                                                                       |
| 2003 | Geula Cohen                                       | Lavoro di una vita e risultati eccezionali per lo stato e la società             |
| 2003 | Meir Amit                                         | Lavoro di una vita e risultati eccezionali per lo stato e la società             |
| 2003 | Yad Vashem                                        | Lavoro di una vita e risultati eccezionali per lo stato e la società             |
| 2004 | Sarah Yefet                                       | Studio della Bibbia                                                              |
| 2004 | Menahem Brinker                                   | Letteratura                                                                      |
| 2004 | Dov Noy                                           | Letteratura                                                                      |
| 2004 | Avraham Doron                                     | Lavoro nel sociale                                                               |
| 2004 | Ziva Amishai-Maisels                              | Storia dell'arte                                                                 |
| 2004 | Aharon Razin                                      | Biochimica                                                                       |
| 2004 | Joseph Bernstein                                  | Matematica                                                                       |
| 2004 | David Harel                                       | Informatica                                                                      |
| 2004 | Esther Samuel-Cohen                               | Statistica                                                                       |
| 2004 | Yigal Tumarkin                                    | Scultura                                                                         |
| 2004 | Gila Almagor-Agmon                                | Film                                                                             |
| 2004 | Gil Aldema                                        | Canto ebraico                                                                    |
| 2004 | Yehoram Gaon                                      | Canto ebraico                                                                    |
| 2004 | Yitzchak Dovid Grossman                           | Lavoro di una vita e risultati eccezionali per lo stato e la società             |
| 2004 | Lia van Leer                                      | Lavoro di una vita e risultati eccezionali per lo stato e la società             |
| 2004 | Moshe Schnitzer                                   | Lavoro di una vita e risultati eccezionali per lo stato e la società             |
| 2005 | Ben-Ami Sharpstein                                | Filosofia                                                                        |
| 2005 | Miriam Erez                                       | Management                                                                       |
| 2005 | Yehezkel Dror                                     | Management                                                                       |
| 2005 | Aharon Dotan                                      | Lingua e linguistica ebraica                                                     |
| 2005 | Olga Kapeliuk                                     | Linguistica                                                                      |
| 2005 | Ya'akov Landau                                    | Studi sul Medio Oriente                                                          |
| 2005 | Sasson Somekh                                     | Studi sul Medio Oriente                                                          |
| 2005 | Rena Zeitzov                                      | Medicina                                                                         |
| 2005 | Shaul Feldman                                     | Medicina                                                                         |
| 2005 | Jacob Bekenstein                                  | Fisica                                                                           |
| 2005 | Alex Livak                                        | Fotografia                                                                       |
| 2005 | Ohad Naharin                                      | Danza                                                                            |
| 2005 | Yitzhak Orpaz-Auerbach                            | Letteratura                                                                      |
| 2005 | Israel Pinkas                                     | Simbologia                                                                       |
| 2005 | Shabtai Teveth                                    | Lavoro di una vita e risultati eccezionali per lo stato e la società             |
| 2005 | Yisrael Meir Lau                                  | Lavoro di una vita e risultati eccezionali per lo stato e la società             |
| 2005 | Teatro Cameri                                     | Lavoro di una vita e risultati eccezionali per lo stato e la società             |
| 2006 | Ya'akov Blidstein                                 | Filosofia ebraica                                                                |
| 2006 | Haim Adler                                        | Formazione                                                                       |
| 2006 | Miriam Ben-Peretz                                 | Formazione                                                                       |
| 2006 | Ruth Lapidot                                      | Diritto                                                                          |
| 2006 | Amnon Rubinstein                                  | Diritto                                                                          |
| 2006 | Nahum Keidar                                      | Agricoltura                                                                      |
| 2006 | Zvi Rappoport                                     | Chimica                                                                          |
| 2006 | Pnina Salzman                                     | Musica                                                                           |
| 2006 | Mendi Rodan                                       | Musica                                                                           |
| 2006 | Yaacov Hodorov                                    | Sport                                                                            |
| 2006 | Ralph Klein Basketballtrainer                     | Sport                                                                            |
| 2006 | Dvora Omer                                        | Lavoro di una vita e risultati eccezionali per lo stato e la società             |
| 2006 | Al Schwimmer                                      | Lavoro di una vita e risultati eccezionali per lo stato e la società             |
| 2006 | Israeli Andalusian Orchestra                      | Lavoro di una vita e risultati eccezionali per lo stato e la società             |
| 2007 | Elisha Efrat                                      | Geografia                                                                        |
| 2007 | Amnon Cohen (historian)                           | Esplorazione della Terra di Israele                                              |
| 2007 | Schwartz                                          | Psicologia                                                                       |
| 2007 | Nissan Liviatan                                   | Economia                                                                         |
| 2007 | Zvi Selinger                                      | Biologia                                                                         |
| 2007 | Zvi Hashin                                        | Ingegneria                                                                       |
| 2007 | Yaacov Yaar                                       | Architettura                                                                     |
| 2007 | Ada Karmi-Melamede                                | Architettura                                                                     |
| 2007 | Yarom Vardimon                                    | Design                                                                           |
| 2007 | Nahum Barnea                                      | Comunicazione                                                                    |
| 2007 | Bar Ilan Responsa Project                         | Letteratura rabbinica                                                            |
| 2007 | American Jewish Joint Distribution Committee      | Lavoro di una vita e risultati eccezionali per lo stato e la società             |
| 2007 | Gevatron                                          | Lavoro di una vita e risultati eccezionali per lo stato e la società             |
| 2007 | Dov Lautman                                       | Lavoro di una vita e risultati eccezionali per lo stato e la società             |
| 2007 | Alice Shalvi                                      | Lavoro di una vita e risultati eccezionali per lo stato e la società             |
| 2008 | David Weiss Halivni                               | Studio del Talmud                                                                |
| 2008 | Anita Shapira                                     | Storia                                                                           |
| 2008 | Benjamin Isaac                                    | Storia                                                                           |
| 2008 | Sami Samoocha                                     | Sociologia                                                                       |
| 2008 | Zeev Sternhell                                    | Scienze politiche                                                                |
| 2008 | Moshe Oren                                        | Biochimica                                                                       |
| 2008 | Noga Alon                                         | Matematica                                                                       |
| 2008 | Adi Shamir                                        | Informatica                                                                      |
| 2008 | Pinchas Cohen Gan                                 | Pittura                                                                          |
| 2008 | Rene Yerushalmi                                   | Teatro                                                                           |
| 2008 | Nissan Nativ                                      | Teatro                                                                           |
| 2008 | [[Ida Fink[1]]]                                   | Letteratura                                                                      |
| 2008 | [[Tuvia Rübner[1]]]                               | Simbologia ebraica                                                               |
| 2008 | [[Nili Mirsky[1]]]                                | Traduzione                                                                       |
| 2008 | Jewish Agency                                     | Lavoro di una vita e risultati eccezionali per lo stato e la società             |
| 2008 | Manufacturers Association of Israel               | Lavoro di una vita e risultati eccezionali per lo stato e la società             |
| 2008 | Youth Movements Council                           | Lavoro di una vita e risultati eccezionali per lo stato e la società             |
| 2008 | Ezer Mizion                                       | Lavoro di una vita e risultati eccezionali per lo stato e la società             |
| 2008 | Perach                                            | Lavoro di una vita e risultati eccezionali per lo stato e la società             |
| 2008 | Women’s International Zionist Organisation (WIZO) | Lavoro di una vita e risultati eccezionali per lo stato e la società             |
| 2008 | Na’amat                                           | Lavoro di una vita e risultati eccezionali per lo stato e la società             |
| 2008 | Emunah                                            | Lavoro di una vita e risultati eccezionali per lo stato e la società             |
| 2009 | Emanuel Tov                                       | Studio della Bibbia                                                              |
| 2009 | Israel Levin                                      | Letteratura                                                                      |
| 2009 | Reuven Tsur                                       | Letteratura                                                                      |
| 2009 | Zahava Solomon                                    | Lavoro nel sociale                                                               |
| 2009 | Mordechai Rotenberg                               | Lavoro nel sociale                                                               |
| 2009 | Amihai Mazar                                      | Archeologia                                                                      |
| 2009 | Zvi Laron                                         | Medicina                                                                         |
| 2009 | Itamar Procaccia                                  | Fisica                                                                           |
| 2009 | Micha Ullman                                      | Scultura                                                                         |
| 2009 | Neeman                                            | Film                                                                             |
| 2009 | Nachum Heiman                                     | Canto ebraico                                                                    |
| 2009 | Dov Seltzer                                       | Canto ebraico                                                                    |
| 2009 | Israel Democracy Institute                        | Lavoro di una vita e risultati eccezionali per lo stato e la società             |
| 2009 | Ruth Rasnic                                       | Lavoro di una vita e risultati eccezionali per lo stato e la società             |
| 2009 | Mordechai Shani                                   | Lavoro di una vita e risultati eccezionali per lo stato e la società             |
| 2010 | Avishai Margalit                                  | Filosofia                                                                        |
| 2010 | Hanoch Bartov                                     | Letteratura                                                                      |
| 2010 | Aryeh Sivan                                       | Simbologia                                                                       |
| 2010 | Abraham Tal                                       | Linguistica ebraica                                                              |
| 2010 | Arye Levin linguist                               | Linguistica                                                                      |
| 2010 | Moshe Adad                                        | Criminologia                                                                     |
| 2010 | Yair Aharoni                                      | Management                                                                       |
| 2010 | Abraham Nitzan                                    | Chimica                                                                          |
| 2010 | Yehoshua Kolodny                                  | Scienze della terra                                                              |
| 2010 | Jonathan Gressel                                  | Agricoltura                                                                      |
| 2010 | Peter Mirom                                       | Fotografia                                                                       |
| 2010 | Suzanne Dellal Center for Dance and Theater       | Danza                                                                            |
| 2010 | Aharon Jadlin                                     | Lavoro di una vita e risultati eccezionali per lo stato e la società             |
| 2010 | Yardena Cohen                                     | Lavoro di una vita e risultati eccezionali per lo stato e la società             |
| 2010 | Kamal Mansour                                     | Lavoro di una vita e risultati eccezionali per lo stato e la società             |
| 2010 | ILAN – Israel Foundation for Handicapped Children | Lavoro di una vita e risultati eccezionali per lo stato e la società             |
| 2011 | Michael Schwarz Jude                              | Pensiero ebraico                                                                 |
| 2011 | Yosef Shiloh                                      | Scienze biologiche                                                               |
| 2011 | Ruth Gavison                                      | Studi giuridici                                                                  |
| 2011 | Pnina Klein                                       | Formazione                                                                       |
| 2011 | David Harari                                      | Ingegneria                                                                       |
| 2011 | Ya'acov Dorchin                                   | Arti dello spettacolo                                                            |
| 2011 | Noam Sheriff                                      | Musica                                                                           |
| 2011 | Shimon Mizrahi                                    | Sport                                                                            |
| 2011 | Hulda Gurevitch                                   | Lavoro di una vita e risultati eccezionali per lo stato e la società             |
| 2011 | Eli Alaluf                                        | Lavoro di una vita e risultati eccezionali per lo stato e la società             |
| 2012 | David Kazhdan                                     | Matematica e informatica                                                         |
| 2012 | Shlomo Bentin                                     | Psicologia                                                                       |
| 2012 | David Milstein                                    | Chimica e fisica                                                                 |
| 2012 | Ruth Katz                                         | Lavoro di una vita e risultati eccezionali per lo stato e la società             |
| 2012 | Dalia Cohen                                       | Lavoro di una vita e risultati eccezionali per lo stato e la società             |
| 2012 | Azaria Alon                                       | Lavoro di una vita e risultati eccezionali per lo stato e la società             |
| 2012 | Chaim Druckman                                    | Formazione                                                                       |
| 2012 | Yoav Benjamini                                    | Statistica                                                                       |
| 2012 | Nathan Shaham                                     | Letteratura e simbologia ebraica                                                 |
| 2012 | Ya'akov Ahimeir                                   | Media                                                                            |
| 2013 | Gideon Dagan                                      | Geografia                                                                        |
| 2013 | Nathan Nelson                                     | Scienze biologiche                                                               |
| 2013 | Yosef Kaplan                                      | Storia degli Ebrei                                                               |
| 2013 | Chava Turniansky                                  | Lingua e linguistica ebraica                                                     |
| 2013 | Adam Mazor                                        | Architettura                                                                     |
| 2013 | Yoram Bilu                                        | Sociologia ed antropologia                                                       |
| 2013 | Nola Chelton                                      | Teatro drammatico                                                                |
| 2013 | Eliyahu Hacohen                                   | Lavoro di una vita e risultati eccezionali per lo stato e la società             |
| 2013 | Ron Nachman                                       | Lavoro di una vita e risultati eccezionali per lo stato e la società             |
| 2014 | Friedman                                          | Studio del Talmud                                                                |
| 2014 | Mordechai Segev                                   | Chimica e fisica                                                                 |
| 2014 | Yaacov Katan                                      | Agricoltura                                                                      |
| 2014 | Irad Malkin                                       | Agricoltura e scienze ambientali                                                 |
| 2014 | Aharon Lichtenstein                               | Letteratura ebraica                                                              |
| 2014 | Marta Weinstock-Rosin                             | Medicina                                                                         |
| 2014 | Michal Na'aman                                    | Arti dello spettacolo                                                            |
| 2014 | Haim Levy                                         | Management                                                                       |
| 2014 | Avinoam Naor                                      | Lavoro di una vita e risultati eccezionali per lo stato e la società             |
| 2014 | Adina Bar-Shalom                                  | Lavoro di una vita e risultati eccezionali per lo stato e la società             |
| 2015 | Chaim Topol                                       | Lavoro di una vita e risultati eccezionali per lo stato e la società             |
| 2015 | Erez Biton                                        | Letteratura                                                                      |
| 2015 | Zelig Eshhar                                      | Scienze biologiche                                                               |
| 2016 | Meir Lahav                                        | Chimica e fisica                                                                 |
| 2016 | Leslie Leiserowitz                                | Chimica e fisica                                                                 |
| 2016 | Edit Doron                                        | Linguistica                                                                      |
| 2016 | Nurit Hirsh                                       | Canzoni ebraiche                                                                 |
| 2016 | Eli Sadan                                         | Lavoro di una vita e risultati eccezionali per lo stato e la società             |
| 2016 | Doron Almog                                       | Lavoro di una vita e risultati eccezionali per lo stato e la società             |
| 2016 | Yohanan Friedmann                                 | Studi sul Medio Oriente                                                          |
| 2016 | Eviatar Nevo                                      | Scienze biologiche                                                               |
| 2016 | David Shulman                                     | Studi religiosi e filosofia                                                      |
| 2016 | Hadas Efrat                                       | Teatro                                                                           |
| 2016 | Yossi Katz                                        | Studi sulla geografia, archeologia e della Terra di Israele                      |
| 2017 | Ágnes Keleti                                      | Sport                                                                            |
| 2017 | Tzvika Levy                                       | Lavoro di una vita e risultati eccezionali per lo stato e la società             |
| 2017 | David Beeri                                       | Lavoro di una vita e risultati eccezionali per lo stato e la società             |
| 2017 | Yosef Yarden                                      | Scienze biologiche                                                               |
| 2017 | Arie Vardi                                        | Musica                                                                           |
| 2017 | Malka Margalit                                    | Formazione                                                                       |
| 2017 | Yehuda Liebes                                     | Pensiero ebraico                                                                 |
| 2017 | Uri Shaked                                        | Ingegneria                                                                       |
| 2018 | David Grossman                                    | Letteratura                                                                      |
| 2018 | Alexander Lubotzky                                | Matematica e informatica                                                         |
| 2018 | Sergiu Hart                                       | Economia                                                                         |
| 2018 | Shlomo Havlin                                     | Fisica                                                                           |
| 2019 | Rona Ramon                                        | Lavoro di una vita e risultati eccezionali per lo stato e la società             |
| 2019 | Naomi Polani                                      | Arti dello spettacolo                                                            |
| 2019 | Aharon Maman                                      | Lingua e letteratura ebraica, cultura popolare                                   |
| 2019 | Amnon Ben-Tor                                     | Studi sulla geografia, archeologia e della Terra di Israele                      |
| 2019 | Dan Eytan                                         | Architettura e design                                                            |
| 2019 | Mordechai Akiva Friedman                          | Storia del popolo di Israele                                                     |
| 2019 | Dan Yakir                                         | Scienze della terra                                                              |
| 2019 | Deborah Bernstein                                 | Sociologia e antropologia                                                        |
| 2019 | Miri und Haim Erental                             | Lavoro di una vita e risultati eccezionali per lo stato e la società             |
| 2019 | Adi Kimchi                                        | Scienze biologiche                                                               |
| 2020 | Avishay Braverman                                 | Lavoro di una vita e risultati eccezionali per lo stato e la società             |
| 2020 | Naomi Stuchiner                                   | Lavoro di una vita e risultati eccezionali per lo stato e la società             |
| 2020 | Gideon Rechavi                                    | Medicina                                                                         |
| 2020 | Sarah Breitberg-Semel                             | Arti dello spettacolo                                                            |
| 2020 | Benjamin Z. Kedar                                 | Storia                                                                           |
| 2020 | Joseph Klafter                                    | Chimica e fisica                                                                 |
| 2020 | Vered Noam                                        | Studi talmudici                                                                  |
| 2020 | Yaakov Ariel                                      | Letteratura sulla Torah                                                          |
| 2020 | Avraham Ben-Zvi                                   | Scienze economiche                                                               |
| 2020 | Dani Zamir                                        | Agricoltura e ambiente                                                           |
| 2021 | Michal Bat-Adam                                   | Cinema                                                                           |
| 2021 | Nitza Ben-Dov                                     | Letteratura ebraica e generale                                                   |
| 2021 | Joseph Ciechanover                                | Lavoro di una vita e risultati eccezionali per lo stato e la società             |
| 2021 | Eli Keshet                                        | Scienze biologiche                                                               |
| 2021 | Ariela Lebenstein                                 | Scienze sociali e crimonologia                                                   |
| 2021 | Ben-Ami Shillony                                  | Studi mediorientali                                                              |
| 2021 | Yair Zakovitz                                     | Studi biblici                                                                    |
| 2021 | Nurit Zarchi                                      | Letteratura e poesia ebraica                                                     |
| 2021 | Oded Goldreich                                    | Matematica e informatica                                                         |